# Кожахметова, Магира Даулетбековна
Магира Кожахметова (имя при рождении — Магира Даулетбековна Кожахметова; каз. Мағира Дәлетбекқызы Қожахметова; род. 5 февраля 1946, с. Кошкарбай, Зерендинский район, Кокчетавская область, Казахская ССР, СССР) — казахская писательница, публицист, журналист, заслуженный деятель Казахстана (2015).

## Биография
Родилась 5 февраля 1946 года в селе Кошкарбай Зерендинского района Кокчетавской области.
После окончания средней школы окончила Кокшетауский библиотечный техникум и работала в школьной библиотеке.
В 1969 году окончила факультет журналистики Казахского государственного университета им. Кирова.
С 1969 по 1981 годы — работала в республиканской газете «Лениншіл жас» (ныне «Жас Алаш»).
С 1981 по 1992 годы — работала в республиканском журнале «Қазақстан әйелдері».
С 1992 по 1994 годы — работала в республиканском журнале «Денсаулык».
С 1996 по 2002 годы — работала в республиканском журнале «Ақ желкен».
С 2002 года главный редактор республиканского детского журнала «Балбұлақ».
С 2005 года главный редактор популярной медицинской, познавательной газеты «Дертке дауа».
Автор книг «Күннің алтын сынығы», «Әлем-әуен», «Жылы шырай», «Адам қупия», «Жантәсілім», «Жападан-жалғыз», пьес, множества газетных публикаций.
Член Союза писателей Казахстана и Союза журналистов.

## Награды и звания
- 1982 — Почётная грамота Верховного Президиума Казахской ССР
- 2006 — Указом президента Республики Казахстан от 9 декабря 2006 года награждена медалью «Ерен Еңбегі үшін» (Медаль «За трудовое отличие»)
- 2008 — Международная литературная премия «Алаш»
- 2013 — Государственная стипендия Республики Казахстан в области культуры и искусства.[2][3][4]
- 2015 — Указом Президента Республики Казахстан от 5 декабря 2015 года награждена почётным званием «Заслуженный деятель Республики Казахстан» за особые заслуги в области национальной литературы и журналистики.
- 2023 — Указом Президента Республики Казахстан награждена орденом «Парасат»;